# Liste der Nationalstraßen in der Demokratischen Republik Kongo
Diese Liste zeigt die Straßen in der Demokratischen Republik Kongo auf.
Es gibt zwei Typen von Straßen, zum ersten die Nationalstraßen beginnend mit N und zum zweiten die Regionalstraßen beginnend mit R.

## Nationalstraßen
| Name | Verlauf | Länge   |
| ---- | --- | ------- |
| N1   | Banana – Muanda – Boma – Matadi – Kinshasa – Kikwit – Kananga – Mbuji-Mayi – Lubumbashi – Kasumbalesa – Grenze nach Sambia | 2980 km |
| N2   | Mbuji-Mayi – Kabinda – Bukavu – Goma – Butembo – Beni                                                                      | 1560 km |
| N3   | Bukavu – Walikale – Kisangani                                                                                              | 640 km  |
| N4   | Grenze nach Uganda – Isango – Beni – Kisangani – Buta – Bondo – Ndu – Grenze zur Zentralafrikanischen Republik (Bangassou) | 1610 km |
| N5   | Bukavu – Uvira – Baraka – Kalemie – Pweto – Lubumbashi                                                                     | 1410 km |
| N6   | Dulia (N4) – Bumba – Lisala – Gemena – Libenge                                                                             | 850 km  |
| N7   | N1 20 km östlich von Kananga – Bena Dibele – Lodja – Yayama (N8) – Ikela – Kisangani                                       | 1310 km |
| N8   | Yayama (N7) – Boende – Ingende – Mbandaka                                                                                  | 880 km  |
| N9   | Masi-Manimba – Bagata | 210 km  |
| N12  | Mbanza-Ngungu – Boma | 440 km  |
| N16  | Kisantu – Mayamba | 415 km  |
| N17  | Mongati – Bagata | 360 km  |
| N19  | Kilunda – Kikwit | 415 km  |
| N20  | Isangempoo – Bulungu | 630 km  |
| N22  | Ikombe – Basankusu | 230 km  |
| N23  | Boyabo – Zongo – Grenze zur Zentralafrikanischen Republik                                                                  | 90 km   |
| N24  | Gemena – Gbadolite – Yakoma                                                                                                | 470 km  |
| N25  | Buta – Nia-Nia | 740 km  |
| N26  | Djamu – Aba – Grenze zum Südsudan                                                                                          | 220 km  |
| N27  | Komanda – Bunia | 75 km   |
| N31  | Lubutu – Kasongo | 580 km  |
| N33  | Lukengo – Kabondo Dianda                                                                                                   | 600 km  |
| N34  | Kirungu – Mwandapole | 90 km   |
| N39  | Nguba – Kolwezi – Dilolo – Bulungu                                                                                         | 1300 km |
| N40  | Mwene-Ditu – Kananga | 250 km  |
| N41  | Mweka – Kananga | 230 km  |
| N42  | Kadimaiba – Lusambo | 135 km  |

## Regionalstraßen
Die Regionalstraßen haben die Bezeichnung R.